# Ruby Ashbourne Serkis
Ruby Ashbourne Serkis (* 1998 in Hackney, London) ist eine britische Schauspielerin.

## Leben und Karriere
Ruby Ashbourne Serkis wurde 1998 in Hackney als Tochter der Schauspieler Andy Serkis und Lorraine Ashbourne geboren. Ihre jüngeren Brüder Sonny Ashbourne Serkis und Louis Ashbourne Serkis sind ebenfalls schauspielerisch tätig.
Sie besuchte die City of London School for Girls.
Ihr Schauspieldebüt gab sie 2012 in Peter Jacksons Fantasyfilm Der Hobbit: Eine unerwartete Reise. Zwei Jahre darauf übernahm sie eine andere Rolle in Der Hobbit: Die Schlacht der Fünf Heere auf. 2015 war sie in dem Fernsehfilm Cider with Rosie zu sehen. Ihren Durchbruch hatte sie in der Serie Der Brief für den König. 2022 war sie in The Greatest Beer Run Ever und Becoming Elizabeth zu sehen.

## Filmografie (Auswahl)
- 2012: Der Hobbit: Eine unerwartete Reise (The Hobbit: An Unexpected Journey)
- 2014: Der Hobbit: Die Schlacht der Fünf Heere (The Hobbit: The Battle of the Five Armies)
- 2016: Ende einer Legende (National Treasure, Miniserie, 2 Folgen)
- 2020: Der Brief für den König (The Letter for the King, Fernsehserie, 6 Folgen)
- 2021: Die Schlange (The Serpent, Fernsehserie, Folge 1x01)
- 2021: La Cha Cha
- 2022: Becoming Elizabeth (Fernsehserie, 3 Folgen)
- 2022: The Greatest Beer Run Ever
- 2024: Shardlake (Fernsehserie, 4 Folgen)
- 2025: I, Jack Wright (Fernsehserie, 6 Folgen)